# Aglais
Aglais — голарктический род дневных бабочек.

## Описание
Центральная ячейка на задних крыльях является незамкнутой. Внешний край крыльев волнистый с более заметными выступами на жилке M1 на передних крыльях, и на жилке M3 на задних. Маргинальная перевязь на передних крыльях ограничена от рыжего субмаргинального поля рядом голубых лунок. Крылья на нижней стороне с рисунком из бурых оттенков, имитирующих кору дерева.

## Виды
В состав рода входят:
- Aglais connexa (Butler, 1882) — Крапивница слитнопятнистая
- Aglais ichnusa (Hübner, 1819)
- Aglais io (Linnaeus, 1758) — Павлиний глаз
- Aglais kaschmirensis (Kollar, 1844)
- Aglais ladakensis (Moore, 1882)
- Aglais milberti (Godart, 1819)
- Aglais nixa (Grum-Grshimailo, 1890)
- Aglais rizana (Moore, 1872)
- Aglais urticae (Linnaeus, 1758) — Крапивница

## Галерея
- Aglais kaschmirensis
- Aglais ladakensis
- Aglais milberti
- Aglais urticae
- Aglais ichnusa